# L'Éducation amoureuse de Valentin
Pour plus de détails, voir Fiche technique et Distribution.
L'Éducation amoureuse de Valentin est un film du réalisateur français Jean L'Hôte. Le film est sorti en 1976.

## Synopsis
Julien Blaise est préoccupé : son fils unique, Valentin, ne s'intéresse à rien, pas même aux jeunes filles. Serveur dans un palace, dans lequel travaille son père en tant que maître d'hôtel, il accumule les gaffes. Il est grand temps pour lui de se trouver une épouse… Un défi de taille quand on est aussi charmeur, sensuel et bien éduqué que son fils est niais, goujat et totalement aseptisé aux beautés de la vie... et de l'amour.

## Fiche technique
- Réalisation : Jean L'Hôte, assisté de Jean Léon
- Scénario : Jean L'Hôte
- Photographie : Christian Pétard
- Montage : Eva Zora
- Costumes : Danièle Gomila
- Musique : Jean Prodromidès
- Sociétés de production : Azor Films, Bavaria Atelier, Les Films de la Seine, ORTF
- Producteur : Saul Cooper
- Distributeur : Valoria Films
- Format : couleur - 35 mm
- Durée : 83 minutes
- Pays de production :  France  Allemagne de l'Ouest  Espagne
- Langues : français
- Date de sortie : 
  - France : 26 mai 1976

## Distribution
- Paul Meurisse : Julien Blaise
- Bernard Menez : Valentin
- Gila von Weitershausen : Gisèle Bertrand
- Michel Robin : Monsieur Bertrand
- Maurice Risch : Louis
- María Luisa Ponte : Madame Bertrand
- France Lambiotte : Gabrielle
- Mari Carmen Prendes : Germaine Blaise
- Maurice Vallier : un homme d'affaires
- Dominique Davray : Thérèse